# Knut Bonde
Ej att förväxla med Knut Bonde (död 1413) eller Knut Filip Bonde
Knut Corfitz Bonde, född 31 juli 1884 på Gimmersta herrgård i Södermanland, död där 7 mars 1952, var en svensk friherre, författare och diplomat. Han var son till Carl Carlson Bonde.

## Biografi
Bonde blev attaché i utrikesdepartementet 1908, 2:e sekreterare 1912, 1:e sekreterare 1918, legationssekreterare samma år, från 1920 i disponibilitet och erhöll 1940 legationsråds titel. Han utgav ett flertal böcker av mer eller mindre memoarkaraktär, varibland märks Sant och intressant (1934), Tro mig om ni vill (1936), Tiderna förändras (1939), Hit och dit (1941) samt Pintorpafruns minnen (1944). Tillsammans med Birgit Th. Sparre utgav han Kejsardagar och furstenätter. Av Teresina, storhertiginna av Bourbon-Siena (1945).
Han bodde även på Ericsbergs slott i Södermanland och egendomen Charleton i Skottland.

## Utmärkelser
- Riddare av Italienska Sankt Mauritius- och Lazarusorden, tidigast 1921 och senast 1925.[6][7]
- Riddare av fjärde klassen av Preussiska Kronorden, senast 1915.[8]